# Bredgöl (Hallingebergs socken, Småland, 640338-153070)
Bredgöl är en sjö i Västerviks kommun i Småland och ingår i Botorpsströmmens huvudavrinningsområde.